# Chris Cross (Tänzer)
Chris Cross (* 1994 als Christopher Woschitz in Villach, Österreich) ist ein österreichischer Tänzer, Choreograf und künstlerischer Leiter. Er ist spezialisiert auf Urban Dance (Locking, Popping, Breaking) und wurde in dem Bereich dreifacher Gewinner der ASDU Austrian Open, sowie dreifacher ASDU European Open Gewinner und vierfacher ESDU World Dance Masters Gewinner. Als Tanzlehrer unterrichtete er unter anderem im SEAD in Salzburg, sowie in der Tanzschule Santner in Wels.

## Werdegang
Woschitz wuchs in der Marktgemeinde Arnoldstein auf. Im Alter von 10 Jahren begann er mit Jazz Dance und Stepptanz. Nach zwei Jahren entdeckte er seine Leidenschaft zum Tanzstil Breaking und wechselte zum Hip Hop. Er nahm an Showdance Meisterschaften teil. Auf der Österreichischen Showdance Meisterschaft 2008 lernte er seinen zukünftigen Mentor Patrick Grigo kennen. Grigo förderte ihn und lud ihn zu Tanzveranstaltungen in Burghausen, Deutschland ein. Dadurch bekam er Zugang in die Hip-Hop-Szene. Er bildete sich bei Workshops und Kongressen weiter, u. a. bei Niels „Storm“ Robitzky, Niako, Boogaloo Sam und Popin' Pete. Nach seinem Umzug 2014 nach Salzburg und einem Handelsabschluss in Salzburg studierte er von 2017 bis 2021 an der Anton Bruckner Privatuniversität in Linz und schloss dort als akademischer Trainer für Urban Dance Styles ab.

## Karriere
Seit 2016 ist Chris Cross hauptberuflich als darstellender Künstler, Choreograf und künstlerischer Leiter tätig und realisiert Tanzshows auf nationalen und internationalen Bühnen. Er arbeitete als Background-Tänzer für Künstler wie Haddaway, Cesár Sampson, Jimi Blue Ochsenknecht und trat u. a. im Ernst-Happel-Stadion in Wien bei einem Konzert von 50 Cent auf.
Bekanntheit erlangte er auch durch Fernsehauftritte:
- 2021 als Finalist (Platz 5) bei „Das Supertalent“ auf RTL,[4][5][6]
- 2022 als Halbfinalist mit der Akrobatikgruppe „The Freaks“ bei „Britain’s Got Talent“,[7][8]
- 2024 als Halbfinalist bei "Die Große Chance" auf ORF,[9]
- 2024 eingeladen bei "Românii au talent" in Bukarest.[10]

## Shows und Projekte
Chris Cross choreografiert und inszeniert seit vielen Jahren Shows für Unternehmen und Großevents, darunter:
- die Schiffstaufe der „Mein Schiff 7“ (TUI Cruises) 2024 in Kiel,[11][12]
- Swarovski Kristallwelten Wintershows 2023/24 in Wattens,[13][14]
- die Eröffnung der UEFA EURO 2024 in München,
- Events für Unternehmen wie Allianz, BMW, Mercedes-Benz, Porsche, Red Bull, Vossen und Voestalpine.[15]

Seit 2016 tritt er regelmäßig im Salzburger Dom im Rahmen des Ruperti-Kirtags mit Urban-Dance-Interpretationen auf und ist Mitinitiator des Formats „Hip Hop goes Theatre“ in der Szene Salzburg. Er war zudem Choreograf und Mitentwickler des abendfüllenden Stücks „NOVA“, das 2024 in Linz und Budapest uraufgeführt wurde.

## Unterricht und Workshops
Chris Cross unterrichtet regelmäßig an Tanzschulen, Universitäten und in Projekten. Er leitete Workshops u. a. an der Tenri University in Japan, unterrichtete viele Jahre an der Tanzschule Santner in Wels, sowie im SEAD Salzburg und betreute bis zu 200 Schüler pro Woche in Österreich und Deutschland.

## Wettbewerbe (Auswahl)
- 2006: ASDU Austrian Open (1. Platz)
- 2007: ASDU European Open (1. Platz)
- 2008: ESDU DanceStar Austria (1. Platz)
- 2009: ESDU World Dance Masters (1. Platz)
- 2010: ESDU World Dance Masters (1. Platz)
- 2011: ESDU World Dance Masters (1. Platz)
- 2012: ESDU World Dance Masters (2. Platz)
- 2015: ESDU World Dance Masters (1. Platz)
- 2016: Battle of the Year Central Europe (Team Austria – 1. Platz)[19]
- 2016: World Championship of Performing Arts (Gold)
- 2017: Battle of the Year Central Europe (2. Platz)